# Hunde und Schakale

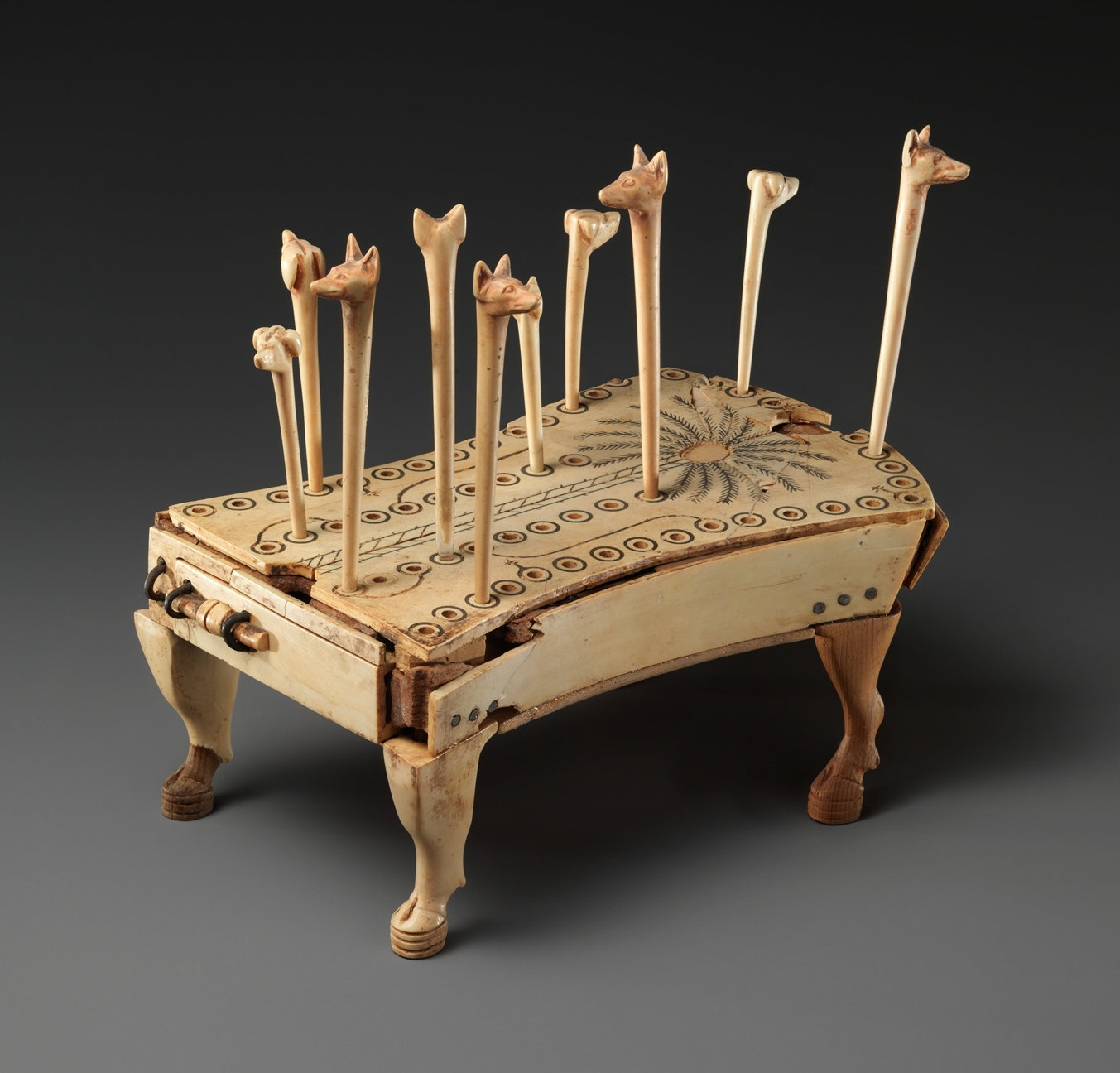
Hunde und Schakale

Hunde und Schakale (auch Schildspiel oder 30-Punkte-Spiel) bezeichnet ein Spiel, das zur Zeit der 12. Dynastie in Ägypten gebräuchlich war. Die Regeln und der wirkliche Name des Spiels sind nicht überliefert. Es ist nicht wie andere altägyptische Spiele durch Darstellungen in Gräbern überliefert. Der Name wurde dem Spieltyp in der Neuzeit nach den charakteristischen hunde- und schakalköpfigen Spielfiguren gegeben. 

## Geschichte und Verbreitung
Im Mittleren Reich war „Hunde und Schakale“ ein beliebtes Spiel. Exemplare des Spiels wurden auch in Palästina und Persien gefunden. Das bisher älteste Exemplar stammt von der Halbinsel Absheron in Azerbaijan. Das Spielbrett ist aus Stein und wurde im späten 3. oder frühen 2. Jahrtausend vor Christus gefertigt.

## Spielbrett
Das Spielbrett besteht aus symmetrischen Hälften mit je 10 Löchern innen und 19 weiteren Löchern außen. In der Mitte befindet sich ein 30. Loch. Jeder der vermutlich zwei Spieler hat 5 Stäbchen (jeweils mit Hunde- bzw. Schakalköpfen), die in die Löcher gesteckt werden können. Die Löcher 10 und 20 einer jeden Spielhälfte sind mit „schlecht“ markiert, die Löcher 15 und 25 mit „gut“.

## Erhaltene Exemplare
- Fundort Grab des Reniseneb (Regierungszeit Amenemhet IV.), heute Metropolitan Museum of Art, New York, Schenkung von Edward S. Harkness, Inventar-Nr. 26.7.1287[4]